# Maximilian Levy
Maximilian Levy (ur. 26 czerwca 1987 w Berlinie) – niemiecki kolarz torowy, trzykrotny medalista olimpijski i wielokrotny medalista mistrzostw świata i Europy.

## Kariera
Pierwszy sukces w karierze Maximilian Levy osiągnął w 2004 roku, kiedy zdobył złote medale w sprincie drużynowym i wyścigu na 1 km podczas torowych mistrzostw świata juniorów. W tej samej kategorii wiekowej jeszcze kilkakrotnie zdobywał medale mistrzostw świata, w tym trzy złote. W 2007 roku wystąpił na mistrzostwach świata w Palma de Mallorca, gdzie wspólnie z Robertem Förstemannem i Stefanem Nimke zdobył brązowy medal w sprincie drużynowym. W tej samej konkurencji Niemcy z Levym w składzie zdobyli także złote medale na mistrzostwach świata w Kopenhadze (2010), mistrzostwach świata w Apeldoorn (2011) i mistrzostwach świata w Mińsku (2013) i srebrny na mistrzostwach świata w Cali (2014). Levy osiągał także sukcesy w keirinie, w którym czterokrotnie stawał na podium mistrzostw świata. Podczas mistrzostw świata w Pruszkowie w 2009 roku był najlepszy, na MŚ w Melbourne (2012) i MŚ w Mińsku (2013) zajmował drugie miejsce, a podczas MŚ w Kopenhadze (2010) był trzeci.
Levy wielokrotnie zdobywał medale mistrzostw Europy: złote w sprincie drużynowym na ME w Pruszkowie (2010), ME w Apeldoorn (2011) i ME w Apeldoorn (2013) oraz keirinie (2013), a także srebrny w sprincie indywidualnym na ME w Apeldoorn (2011).
W 2008 roku Niemiec wystąpił na igrzyskach olimpijskich w Pekinie, gdzie razem z René Endersem, Stefanem Nimke zdobył brązowy medal w sprincie drużynowym, a indywidualnie był czwarty, przegrywając walkę o podium z Francuzem Mickaëlem Bourgainem. Na rozgrywanych cztery lata później igrzyskach w Londynie zdobył dwa medale. Razem z Endersem i Förstemannem ponownie był trzeci w drużynie, a indywidualnie był drugi w keirinie, przegrywając tylko z Brytyjczykiem Chrisem Hoyem.